# Heiliggeistkirche (Speyer)
Die Heiliggeistkirche, erbaut 1700 bis 1702 kurz nach der Wiederbesiedlung von Speyer, war die Kirche der reformierten Gemeinde in Speyer, dann Versammlungsort der Speyerer Jakobiner, erneut reformierte Kirche, dann protestantische Kirche. Sie wurde ab 1979 schließlich Veranstaltungsort der Evangelischen Kirche der Pfalz für Konzerte, Vorträge, Ausstellungen und andere gesellschaftliche Veranstaltungen.

## Reformierte Gemeinde Speyer und die Entstehung der Kirche

### Geschichtlicher Hintergrund und Entstehung
Im 16. Jahrhundert bildete sich in Speyer eine kleine reformierte Gemeinde, die unter dem Schutz der ebenfalls reformierten Kurpfalz stand. Ihre erste Kirche war seit 1572 die St. Ägidienkirche, deren Reste sich südlich der heutigen katholischen Kirche St. Joseph befinden.
Wie alle Einwohner flüchtete die Gemeinde 1689 mit der Zerstörung der Stadt auf Befehl Ludwig XIV. im Pfälzischen Erbfolgekrieg über den Rhein. Erst zehn Jahre später 1698 kehrte ein Teil der Bewohner zurück. Gegen Ende 1699 richtete die Gemeinde einen Saal des beim Altpörtel gelegenen Gasthauses „Zum weißen Einhorn“ als Kirchenraum ein. Schon im Folgejahr 1700 wurde der Grundstein für die Heiliggeistkirche gelegt. Die Fertigstellung des Bauwerks bis 1702 war möglich durch die finanzielle Unterstützung von reformierten Christen in Deutschland und der Schweiz. Erster Prediger der Gemeinde war der Pfarrersohn Johann Hieronymus Kilian (* 1677 in Kaiserslautern). „In Anwesenheit einer merklichen Zahl sowohl fremder als hiesiger“ Gottesdienstbesucher wurde am 10. September 1702 die reformierte Kirche mit Gottesdienst, Gesang und Gebet dem „großen Gott zu seinen alleinigen Ehren inauguriert.“ 90 Jahre war die Kirche dann Mittelpunkt des Gemeindelebens.

### Französische Revolution und Speyerer Jakobinerclub
1792, als die Französische Revolution Speyer erreichte, wurde die Heiliggeistkirche wie alle Kirchen geschlossen. Die Speyerer Jakobiner wählten die Kirche dann als Versammlungsstätte aus. Zehn Jahre später unter Napoleon erlangte die Gemeinde ihre Kirche wieder zurück.

### Umbenennung und Kirchenunion
Schon in der zweiten Hälfte des 18. Jahrhunderts fanden erste Annäherungen zwischen Reformierten und Lutheranern statt. Die Erfahrungen in der Zeit der Französischen Revolution verstärkten die Annäherung. Am Reformationsfest am 31. Oktober 1817 beschloss die Reformierte Gemeinde in Speyer, ihre Kirche umzubenennen in „Kirche zum heiligen Geist“. Von da an diente die Kirche der vereinten Protestantischen Gemeinde.
Dies geschah ein Jahr vor der eigentlichen Union der Kirchen in der Pfalz. Bei einer Befragung der rund 130.000 reformierten und 108.000 lutherischen Protestanten in den Kirchengemeinden der Pfalz stimmten 40.167 für die Union, nur 539 dagegen. In der Pfalz tagte zur Festlegung eines gemeinsamen Glaubensbekenntnisses ab 16. August 1818 in Kaiserslautern eine Generalsynode der lutherischen und reformierten Gemeinden. Am 1. Advent 1818 (29. November 1818) schloss man sich zu einer Union zusammen, was mit einem feierlichen gemeinsamen Gottesdienst begangen wurde.

### Ende der regulären Gottesdienste 1979, Ort für Kultur
Seite 1979 wurde die Kirche nicht mehr für reguläre Gottesdienste genutzt, da in unmittelbarer Nähe die größere Dreifaltigkeitskirche steht. Die Kirche wurde 1978 bis 1979 grundlegend saniert und 1979 von der Gemeinde auf die Evangelische Kirche der Pfalz übertragen. Das Gebäude mit 300 m² in Erdgeschoss, 120 m² auf der Empore, Teeküche und WC-Anlage sowie einem Gewölbekellerraum für 32 Personen wurde vor allem für Vorträge, Konzerte, Ausstellungen, Sitzungen und Lesungen genutzt, aber auch für Feste, Feiern und Tagungen vermietet. 2013 beschloss die Synode wegen finanzieller Engpässe den Verkauf, die Kirche fand aber keinen adäquaten Käufer.

## Architektur und Einrichtung

### Baugestalt
Die für die Barockzeit einfache und schlichte Kirche zeigt, dass der Mittelpunkt des reformierten Gottesdienstes die Predigt war.
Die Kirche ist eine Saalkirche mit direkt abschließendem dreiseitigen Chorschluss, innen 24,60 Meter tief und 14,05 Meter breit.
An der Straßenfassade erhebt sich über dem Dachfirst ein hoher Glockenturm. Der große hölzerne Dachturm hat eine achteckige Grundform. Das Glockengeschoss öffnet sich über dem Kirchenschiff wie ein luftiger Pavillon und ist mit einem reich profilierten Kranzgesims geschmückt. Darüber baute man eine geschweifte Haube, auf die eine offene Laterne und darüber ein hoher Spitzhelm aufsitzt.
Das Eingangsportal zur Johannesstraße hin ist rundbogig. Ihm sind seitwärts auf hohen Sockeln toskanische Säulen vorgestellt. Das gut proportionierte Portal ist der am aufwendigsten gestaltete Teil des Baues.
Über dem Portal wurden zweibahnige Fenster eingebaut, die sich gleicher Art und Höhe auch auf der westlichen Längsseite und am Chor wiederholen. Durch eine Toreinfahrt gelangt man auf die westliche Langseite der Kirche, deren Fenster tiefer in der Wand liegen, als auf der Portalseite. An der fensterlosen östlichen Langseite ist ein Schulgebäude angebaut.

### Einrichtung

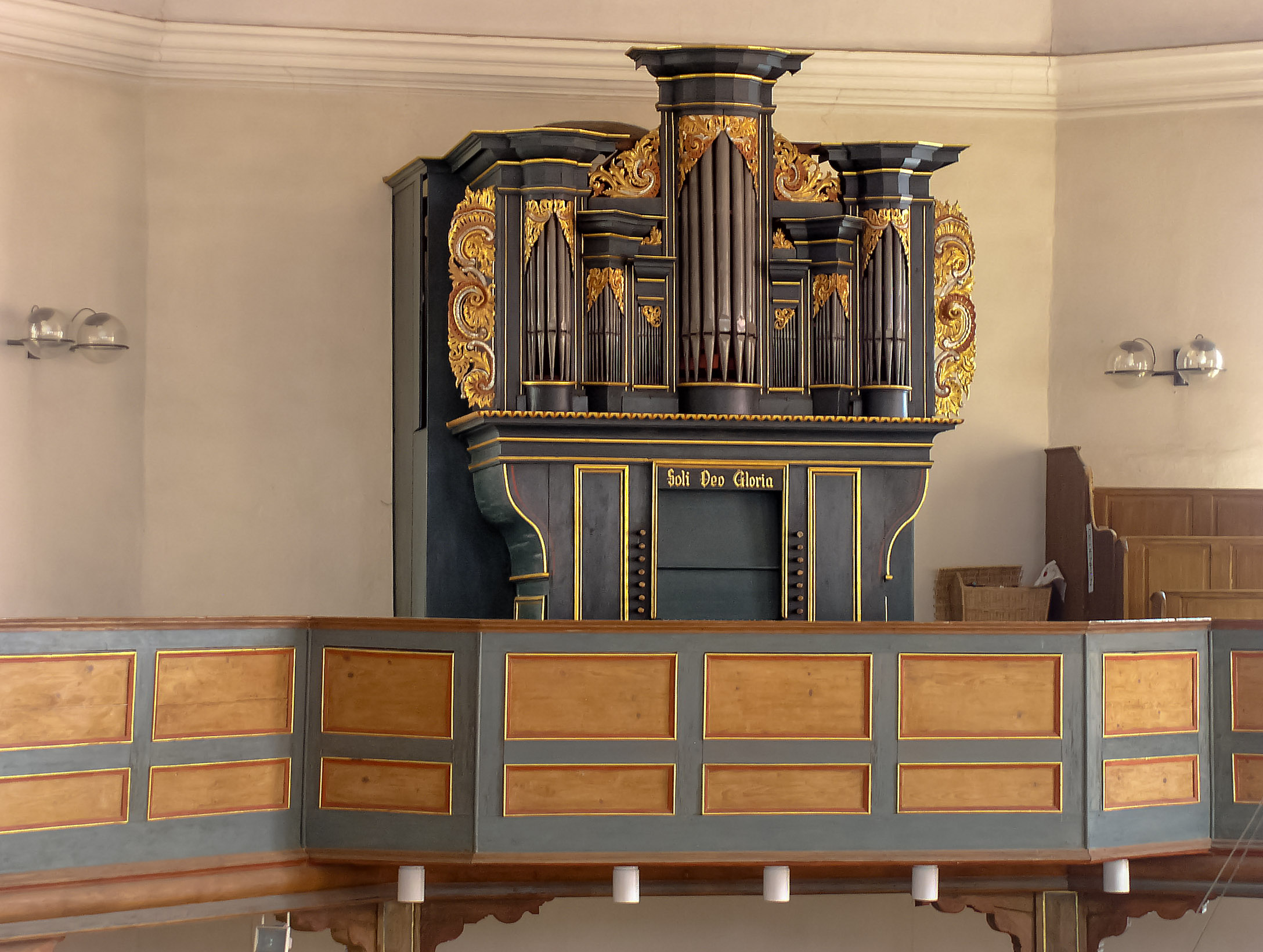
Orgel der Heiliggeistkirche

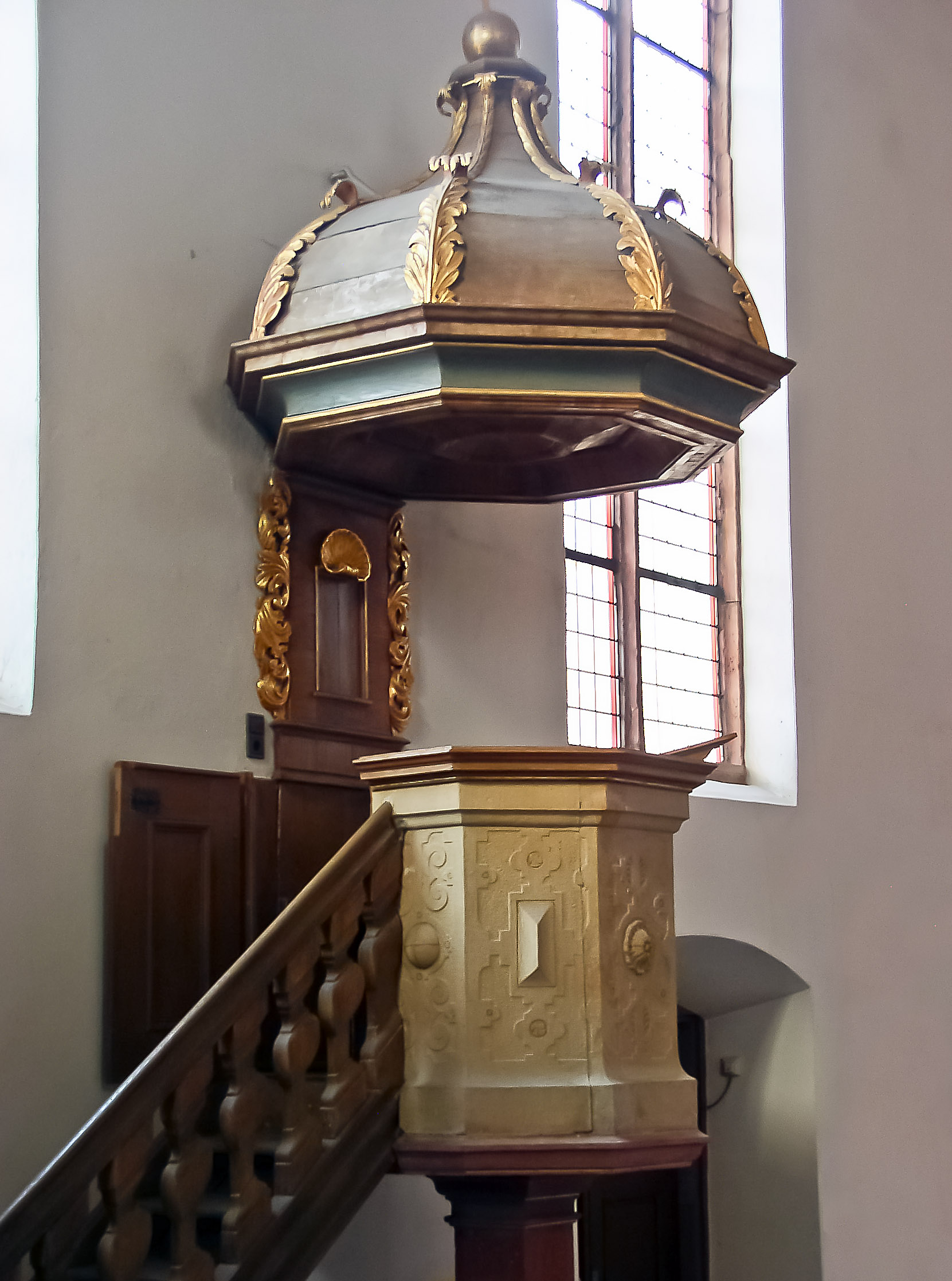
Kanzel der Heiliggeistkirche

Von der Einrichtung des 18. Jahrhunderts sind die Empore, die beim Umbau 1751 und im Folgejahr von Liborius Müller (Heidelberg) errichtete Orgel und die Kanzel mit Pfarrstuhl für den Prediger erhalten.
Die 120 m² große Empore verläuft auf drei Seiten der Kirche.
Die Kanzel wurde an der vierten Seite montiert. Sie besteht aus einem Kanzelkorb aus Sandstein, der zur Dekoration mit reichem Beschlagwerk der deutschen Renaissance geschmückt wurde. Kanzeldeckel und Kanzelrückwand stammen von 1707. Der Kanzeldeckel, eine achteckige Zwiebelkuppel ist an den Kanten mit vergoldetem Laubwerk belegt. Obenauf ist eine Weltkugel mit Kreuz angebracht. Die Kanzelrückwand ist mit vergoldetem Schnitzwerk in Form von Muscheln und Akanthusblättern geschmückt.
Das spätbarocke Orgelgehäuse ist weitgehend original erhalten.